# Pomáz
Pomáz är en stad i Ungern med 17 504 invånare (2020). Staden är belägen i provinsen Pest (provins).
Pomáz är känd för sin serbiska ortodoxa kyrka. Precis som i närliggande Szentendr fanns här ett serbiskt samhälle sedan den ottomanska närvaron i Östeuropa. Det finns också en romersk-katolsk och en kalvinistisk kyrka i staden.

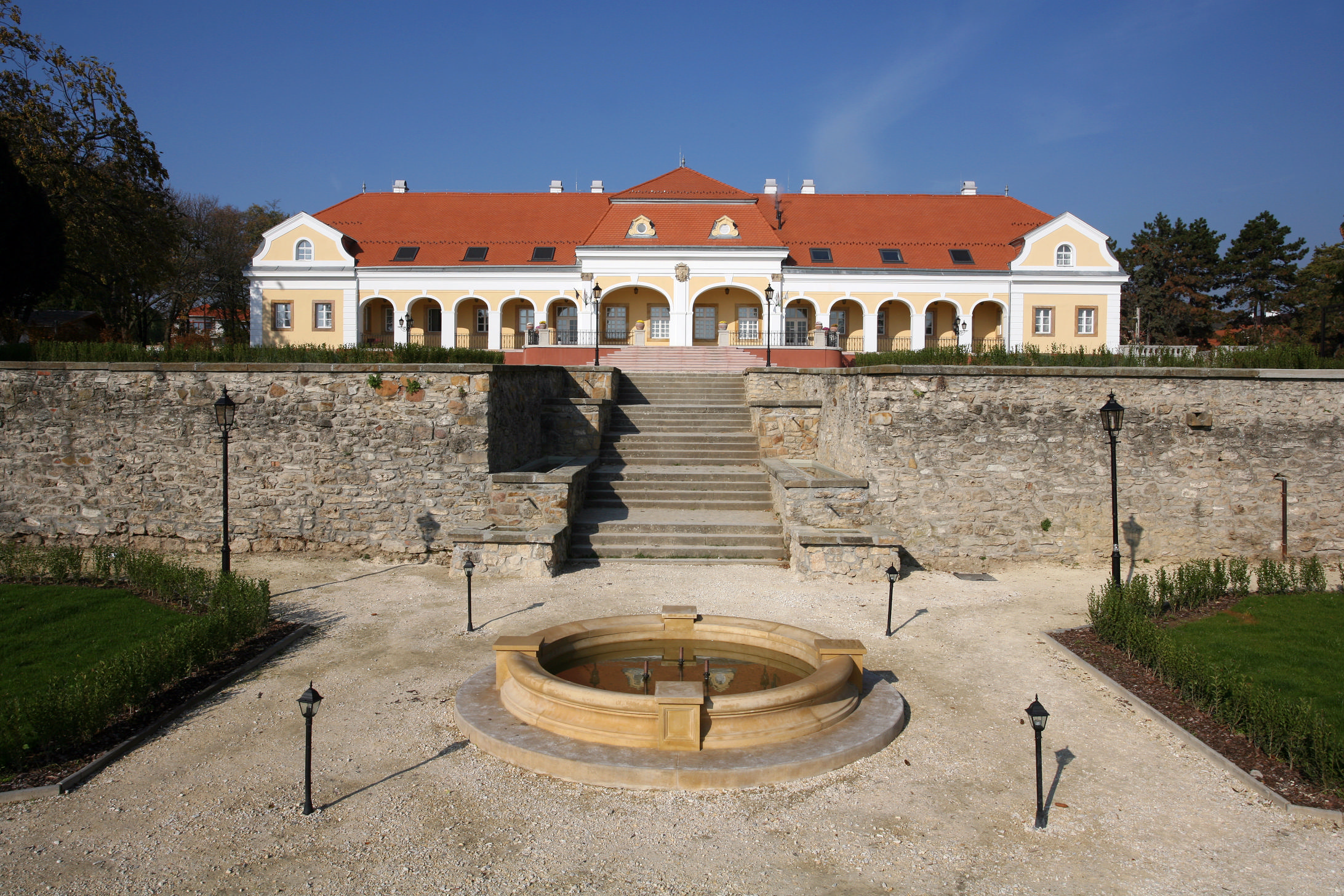
Teleki-Wattay slott.

I staden ligger Teleki-Wattay slottet som byggdes 1773 i barockstil.